# Porius
Porius là một chi nhện trong họ Salticidae.